# William Gorham
William Reagan Gorham (合 波 武 克 人 Gōhamu Katsundo ?, 4 de enero de 1888 - 24 de octubre de 1949) fue un ingeniero automotriz estadounidense que emigró a Japón. 
Gorham haría contribuciones sustanciales a la tecnología y la capacidad de la incipiente industria automotriz de Japón, y trabajó con varias compañías que finalmente se fusionarían con Nissan Motor Company por Yoshisuke Aikawa, quien se convertiría en un amigo cercano y socio comercial de Gorham.
En el libro de David Halberstam de 1986 The Reckoning , Halberstam afirma: "En términos de tecnología, Gorham fue el fundador de la Nissan Motor Company" y que "En 1983, sesenta y cinco años después de la llegada de [Gorham]... jóvenes ingenieros de Nissan quien nunca lo había conocido hablaba de él como un dios y podía describir en detalle sus años en la compañía y sus muchos inventos ".

## Primeros años
Gorham nació en San Francisco, California, en 1888, hijo de William J. Gorham, gerente de área de Asia del fabricante de neumáticos BF Goodrich. Acompañó a su padre en viajes de negocios a Japón en su juventud, y después de graduarse del Heald College fundó Gorham Engineering en San Francisco con su padre en 1911.  Los productos de la compañía incluían motores de bulbo caliente, bombas contra incendios y lanchas motoras.

## Carrera en Japón
Gorham se mudó a Japón con su esposa e hijos en 1918 durante la Primera Guerra Mundial. Inicialmente estaba interesado en la industria de la aviación, pero después de un año sin éxito afectado su atención a la industria automotriz. 
Gonshiro Kubota, un exitoso hombre de negocios que fundó y dirigió su firma homónima para convertirse en el mayor fabricante de maquinaria agrícola en Japón, estaba ansioso por ingresar al mercado automotor. En ese momento, los únicos dos fabricantes de automóviles japoneses de producción en masa eran Isuzu y Kaishinsha, fundada por Matsujiro Hashimoto. Kubota contrató a Gorham como diseñador jefe, con Gorham diseñando los vehículos y estableciendo las plantas de fabricación del automóvil de tres ruedas de Gorham. Junto con otros inversores japoneses, Kubota y Gorham encontrarían a Jitsuyo Jidōsha, que fabricaría el automóvil de tres ruedas como el Gorham, y un automóvil de cuatro ruedas con el diseño de Gorham como el Lila. Jitsuyo Jidōsha y Kaishinsha se fusionarían más tarde en un predecesor de la Nissan Motor Company.
Trabajó con varios predecesores de la Nissan Motor Company, incluidos Jitsuyo Jidōsha, Tobata Castings y Nihon Sangyō, antes de partir en 1936 para fundar su propia compañía, Kokusan Seiki, una compañía de fabricación de precisión, que luego se fusionaría con Hitachi.
En mayo de 1941, Gorham y su esposa renunciaron a la ciudadanía estadounidense y se naturalizaron como ciudadanos japoneses. Aparentemente, eligieron hacer esto para poder permanecer en Japón, ya que las condiciones de guerra significaban mayores restricciones para los extranjeros. Durante la Segunda Guerra Mundial, Gorham continuó su trabajo de ingeniería en Hitachi, enfocándose en tornos multicut y motores a reacción. Después del final de la guerra, el gobierno de los Estados Unidos declinó acusarlo a él oa su esposa de traición, ya que se habían convertido en ciudadanos japoneses antes de que comenzara la guerra; De hecho, terminó trabajando en un puesto de enlace con la sede del Comandante Supremo de las Potencias Aliadas Douglas MacArthur con respecto a problemas industriales.
A lo largo de la década de 1940, también actuó con frecuencia como consultor para Canon Inc. con respecto a sus prácticas de adquisición y gestión de fábrica, y desarrolló una estrecha relación con el presidente de la compañía, Takeshi Mitarai. Gorham murió en 1949 con Mitarai a su lado.